# Oblast de Kiev
Kiev ou Quieve (em ucraniano: Київ; romaniz.: Kyiv) é uma região (óblast) localizado no norte da Ucrânia. O seu centro administrativo é a cidade de Kiev. Possui 28 121 quilômetros quadrados e segundo censo de 2019, havia 1 767 940 habitantes.
Cidades do Oblast de Kiev:
Irpin
Bucha
Hostomel
Borodyanka
Makariv
Chernobil
Pripyat
Ivankiv